# 遠藤利明
遠藤利明（1950年1月17日—），日本政治家，自由民主黨黨員。出身於山形縣上山市。眾議院議員（當選7屆）。在自民黨內屬於有鄰會（谷垣集團）。現任東京奧林匹克運動會及東京殘疾人奧林匹克運動會擔當大臣
自民黨山形縣連會長、2020年東京奧林匹克運動會組織委員會理事。
1990年獲自民黨提名參加當年大選落選。1993年以無黨派的身份（但接受日本新黨推薦）參選大選，首次當選；當選後重返自民黨，並成為同是山形縣出身的自民黨中堅議員加藤紘一的近側。2000年加藤紘一試圖發動「加藤之亂」打倒森喜朗內閣，但最終計劃流產，加藤領導的宏池會分裂，遠藤追隨加藤。
之後遠藤成為谷垣禎一的近側，2006年自民黨總裁選舉遠藤擔任谷垣的選舉對策委員長，為谷垣拉到高於預期的票數。同年就任第一次安倍內閣的文部科學副大臣。2009年大選自民黨慘敗下野後，谷垣擔任自民黨總裁，遠藤先後在谷垣體制下擔任幹事長代理和自民黨國際局長。2012年自民黨總裁選舉，一度重新合併的宏池會再度分裂，遠藤追隨谷垣加入有鄰會。

## 外部連結
- 遠藤利明 官方網站 （页面存档备份，存于）

| 官衔                  | 官衔                                                         | 官衔                        |
| --------------------- | ------------------------------------------------------------ | --------------------------- |
| 前任： 職位創設       | 東京奧林匹克運動會及東京殘疾人奧林匹克運動會擔當大臣 2015年— | 繼任： 現任                 |
| 前任： 河本三郎、馳浩 | 文部科學副大臣 2006年—2007年                                 | 繼任： 松浪健四郎、池坊保子 |
| 議會席位              |                                                              |                             |
| 前任： 松島綠         | 眾議院青少年相關問題特別委員長 2013年—2014年                 | 繼任： 廢止                 |
| 前任： 宮腰光寬       | 眾議院農林水產委員長 2008年—2009年                           | 繼任： 筒井信隆             |